# Готэмские умники
«Готэмские умники», «Готэмские мудрецы» (Wise Men of Gotham) — английская идиома, означающая простоватых и глуповатых людей. Происходит от прозвища, данного жителям деревни Готем в Ноттингемшире, которые прославились в истории своей простотой. Герои популярной детской потешки «Three Wise Men of Gotham» или «Three Sailors of Gotham» («Три умника готэмских» или «Три готэмских моряка»), которой в «Индексе народных песен Роуда» (англ. Roud Folk Song Index) присвоен номер 19695.

## Легенда
Согласно легенде, английский король Иоанн Безземельный (1167—1216) намеревался пожить в окрестностях деревни Готэм. Местные крестьяне, предвидя ожидающие их гибельные расходы на содержание  королевского двора, притворились слабоумными перед прибывшими королевскими послами. Всюду, куда ни шли послы, перед ними представали селяне, которые занимались бессмысленной и бестолковой работой. Король Иоанн, ознакомившись с отчётом, решил поставить свой охотничий домик в другом месте, а хитрые крестьяне хвастались по этому поводу: «мы считаем, что больше дураков проходит через Готэм, чем остаётся в нём».
Согласно данным документов по землевладению «Tenures of Land» от 1874 года, посланники короля Иоанна нашли некоторых жителей занятыми попыткой утопить угря в луже воды, некоторые из них были заняты затаскиванием телег на крышу большого амбара, чтобы защитить древесину от солнца; другие скатывали головки сыра с холма, чтобы те самостоятельно катились в Ноттингем на продажу, кто-то был занят постройкой изгороди вокруг кукушки, которая взгромоздилась на старый кустарник; короче говоря, все они были вовлечены во всякие глупые дела, вселив стойкое убеждение в слуг короля, что это самая настоящая «деревня дураков», что и привело к возникновению выражения «Готэмские умники» или «Готэмские дураки».
«Готэмское дурачьё» упоминается в XV столетии в мистериях «Towneley», а коллекция анекдотичных историй про готэмцев была опубликована в XVI веке под названием «Merrie Tales of the Mad Men of Gotham, gathered together by A.B. of Phisicke Doctour» («Весёлые истории про безумцев из Готэма, собранные А. Б., доктором „phisicke“»), как предполагалось её составителем был Андрей Борде или Боорде (1490?−1549), известный между прочим, за своё остроумие, но он, вероятно, не имел никакого отношения к данной компиляции.

## Похожие истории
Представления о «деревнях и городах дураков» характерны для большинства стран, в самой Британии, помимо Готэма, есть много других местечек, отличившихся своей «глупостью». Например: люди Коггзолла (Coggeshall) в Эссексе, «деревенщина» из Оствика (Austwick) в Йоркшире, «олухи» из Гордона в Бервикшире, «лунные грабельщики» из Уилтшира, и на протяжении многих столетий обвинялись в глупости Суффолк и Норфолк («Descriptio Norfolciensium», XII век, напечатан в «Early Mysteries and other Latin Poems»).
В Германии есть «шильдбюргеры» из города Шильда; в Нидерландах — люди из Кампена; в Польше — кашубы; в России — город Урюпинск, местность Пошехонье и Чукотка, в Чехии «домом дураков» является вымышленный городок Коцоурков (жители которого однажды утопили рака), в Испании — Галисия, в Португалии — область Алентежу и Азорские острова, в Моравии — вымышленный городок Шимперк, а в Бразилии рассказывают анекдоты о «глупых португальцах». Есть также шведские «Täljetokar» из Сёдертелье, а датчане рассказывают анекдоты о глупых жителях Мольболандии (Molboland). У древних греков домом дураков считалась Беотия, у фракийцев — Абдеры, у древних евреев — Назарет (Иисуса Христа в насмешку называли Назарянином), у современных евреев — Хелм, среди древних жителей Малой Азии — область Фригия, а среди современных турок — Лазика.

## Детская потешка
Потешка впервые была опубликована в книге «Мелодии Матушки Гусыни» около 1765 года.
Английский оригинал:

Three wise men of Gotham,
They went to sea in a bowl,
And if the bowl had been stronger
My song would have been longer.

Классический русский перевод Маршака

Три мудреца в одном тазу
Пустились по морю в грозу.
Будь попрочнее старый таз,
Длиннее был бы мой рассказ.
— перевод С.Я. Маршака
Вариант близкий оригинальному:

Умников как-то Готэмских трое
В корыте заплыли в открытое море,
И если бы крепче корыто попалось,
То песня б длиннее моя оказалась.

## Отражение в популярной культуре
- Готэм-сити (англ. Gotham City) — вымышленный город, в котором происходит действие историй о Бэтмене.
- В комиксах про «Бэтмена в Аркхэме» стишок про трёх мудрецов рассказывает Джокер.
- В популярном советском фильме «Карнавальная ночь» балладу в переводе Маршака (изменив лишь слово «мудрецы» на «храбрецы») исполняет в песенной форме эстрадный квартет.
- В литературно-историческом проекте «Антифакт» присутствует история Готэмских умников и Иоанна Безземельного, где жители деревни делают вещи, похожие на современные. Например, катаются на роликах, смотрят телевизор или играют в Angry Birds.[8]
- Последний рассказ сборника "Нефритовые чётки" Бориса Акунина содержит прямую отсылку к английской идиоме, а так же предлагает японский вариант стишка устами Масахиро Сибаты.